# Biakkappitta
De biakkappitta (Pitta rosenbergi) is een vogelsoort uit de familie van pitta's (Pittidae). Deze vogel is genoemd naar de Duitse natuuronderzoeker Hermann von Rosenberg.

## Verspreiding en leefgebied
Deze soort komt voor op het eiland Biak in de Geelvinkbaai in het noordwesten van Nieuw-Guinea.

## Status
De grootte van de populatie is in 2022 geschat op 13.000-38.000 volwassen vogels. Het verspreidingsgebied is klein en de aantallen nemen geleidelijk af door habitatverlies. Op de Rode lijst van de IUCN heeft deze soort daarom de status gevoelig.